# Casa Carlos Barral
La Casa Carlos Barral és un edifici del municipi de Calafell (Baix Penedès) protegit com a bé cultural d'interès local.

## Descripció
Es tracta d'un petita casa de planta baixa i pis amb una superfície de 45 metres quadrats aproximadament dins d'un solar rectangular amb un jardí amb pins. Al final del pati hi ha un garatge. Aquesta casa era, en el seu origen, una botiga de pescadors que va ser ampliada i modificada. Algunes transformacions són el canvi d'ubicació del primer tram d'escala, l'enderroc de l'envà de l'antiga cuina i l'afegit de la balconada de fusta del primer pis, la qual es va portar als anys 20 del segle xx des de les illes Canàries.

## Història
Antiga casa de pescadors que va ser propietat de Carlos Barral, escriptor i editor barceloní. Aquesta casa va ser centre de tertúlies i de creació literària. L'any 1999 va ser adquirida per l'Ajuntament de Calafell juntament amb un llegat documental i artístic i, des del 2004, es va convertir en casa-museu on es pot veure aquest llegat.